# 余呉高原リゾート・ヤップスキー場
余呉高原リゾート・ヤップスキー場（よごこうげんリゾート・ヤップスキーじょう）は、滋賀県長浜市余呉町にあるスキー場。
正式名称は余呉高原スキー場（よごこうげんスキーじょう）で、施設案内ではヨゴコーゲンリゾート★ヤップの名称を使用している。大阪府大阪市に本社を置く余呉長浜スキー振興が運営している。

## 概要
スキー場は滋賀県の最北端、福井県に隣接する栃ノ木峠の滋賀県側に位置している。大阪（吹田IC）から約2時間、名古屋（小牧IC）から約1時間30分のアクセスの良さと近畿地方では有数の降雪量が特徴となっている。リフト数は4本。
グリーンシーズンには、スカイパークジャパン余呉（スカイパークジャパンよご）の名称でキャンプ場などを営業している。

## コース
マッターホルンコースはコブ斜面となっている。
| コース名               | 滑走距離 | 最大斜度 | 平均斜面 | レベル       |
| ---------------------- | -------- | -------- | -------- | ------------ |
| モンブランコース       | 400m     | 21度     | 12度     | 初中級       |
| バレ・ブランシュコース | 1000m    | 21度     | 11度     | 初中級       |
| モンテローザコース     | 750m     | 22度     | 12度     | 中級         |
| ブレバンコース         | 1100m    | 18度     | 11度     | 中級         |
| マッターホルンコース   | 300m     | 33度     | 18度     | 上級         |
| ソリ専用ゲレンデ       | -m       | -度      | -度      | キッズエリア |